# Frederik van Eeden
Frederik Willem van Eeden (Haarlem, 3 aprile 1860 – Bussum, 16 giugno 1932) è stato uno psichiatra e scrittore olandese, membro dei Tachtigers (o Movimento degli Ottanta) e redattore della rivista De Nieuwe Gids. Eeden coniò il termine "onironautica", nel quale si intende un sogno lucido.

## Vita
Frederik van Eeden era figlio del botanico Frederik Willem van Eeden e crebbe in un ambiente dove l'arte e la scienza avevano un ruolo importante. Nel 1878 cominciò a studiare medicina ad Amsterdam. Nel 1886 completò gli studi universitari e si stabilì a Bussum come medico praticante e si specializzò in psicoterapia. All'inizio degli anni ottanta Van Eeden partecipò attivamente alla vita studentesca di Amsterdam e pubblicò i suoi primi articoli e commedie. Diventò un membro dell'associazione letteraria Flanor e nel 1885 insieme a Frank van der Goes, Willem Kloos, Willem Paap e Albert Verwey fondò la rivista De Nieuwe Gids, che sarebbe diventata l'organo di espressione dei Tachtigers.
I Tachtigers si opponevano alla domineespoëzie (poesia dei domineedichters, i ministri-poeti) vittoriana, un genere molto popolare nella seconda metà del XIX secolo. Van Eeden fu uno degli autori di Grassprietjes van Cornelis Paradijs (1885), una finta raccolta di poesie scritte per burla nello stile dei domineedichters, con una prefazione di Sebastiaan Slaap (pseudonimo di Willem Kloos) e P.A. Saaije Azn. (pseudonimo di Arnold Aletrino. In cento anni sono stati pubblicati dieci volumi di questa raccolta.
Sui primi numeri della rivista De Nieuwe Gids uscì a puntate De kleine Johannes (Il piccolo Johannes), una favola allegorica di Van Eeden pubblicata in forma di libro nel 1887. Nel 1894 Van Eeden uscì dalla redazione della Nieuwe Gids. L'enfasi che i Tachtigers ponevano sull'estetica come fattore determinante (l'art pour l'art) non faceva più parte della sua visione della vita.
Il 15 aprile 1886 Van Eeden sposò Martha van Vloten, dalla quale ebbe due figli. Nel 1907 si separarono. Alla morte del figlio Paul, Frederik van Eeden scrisse il libro Paul's ontwaken (Il risveglio di Paul). Il 21 agosto 1907 sposò Geertruida Woutrina Everts, dalla quale ebbe altri due figli.
Negli ultimi anni della sua vita Van Eeden si interessò sempre di più alla Significs e allo spiritismo. Nel 1898 fu pubblicata la sua opera Redekunstige grondslag van verstandhouding, che è considerata la prima opera olandese sulla Significs. Nel 1900 uscì il suo romanzo psicologico Van de koele meren des doods (Dei freddi laghi della morte), che è stato ristampato tante volte ed è ancora molto letto. Qui Van Eeden sostiene il valore della religione e della psicoterapia in opposizione alle concezioni fatalistiche degli autori naturalisti. Nel 1982 dal libro è stato tratto un film, diretto da Nouchka van Brakel e interpretato da Renée Soutendijk nel ruolo di protagonista.
Van Eeden si avvicinò alle idee dell'anarchismo e fu amico del filosofo russo Kropotkin, che viveva esule a Londra.
Nel 1898 Van Eeden fondò la cooperativa-comune Walden per mettere in pratica le sue concezioni sociali. Questo esperimento, durato fino al 1907, è stato importante per lo sviluppo del socialismo nei Paesi Bassi.
Nei primi scritti di Van Eelden si notano varie influenze: la concezione induista dell'individualità, il misticismo di Jakob Böhme e il Panpsichismo di Gustav Fechner. Negli ultimi anni della sua vita Van Eeden diventò cattolico.

## Opere
- Het sonnet (1883)
- Frans Hals (1884)
- Het poortje, of De duivel in Kruimelburg (1884)
- De kleine Johannes (1885)
- Grassprietjes (onder ps. Cornelis Paradijs) (1885)
- Noorderlicht (1888)
- Don Torribio (1890)
- Studies (1890)
- Ellen, Een lied van de smart (1891)
- Johannes Viator, Het boek van de liefde (1892)
- De broeders (1894)
- Studies. Tweede reeks (1894)
- Het lied van schijn en wezen (1895-1922)
- Lioba (1897)
- Studies. Derde reeks (1897)
- Enkele verzen (1898)
- Van de koele meren des doods (1900)
- Van de passielooze lelie (1901)
- De blijde wereld (1903)
- Over woordkunst (1903)
- Studies. Vierde reeks (1904)
- De kleine Johannes II en III (1905, 1906)
- Minnestral (1907)
- Dante en Beatrice (1908)
- IJsbrand (1908)
- De nachtbruid (1909)
- Welt Eroberung durch Heldenliebe (1911)
- Happy Humanity (1912)
- Pauls ontwaken (1913)
- De heks van Haarlem (1914)
- Jezus' leer en verborgen leven (1919)
- Het godshuis in de lichtstad (1921)
- Uit Jezus' openbaar leven (1922)
- Langs den weg (1925)
- Jeugd-verzen (1926)
- Liber Amicorum (1930)
- Mijn dagboek (1931-1934; dl. 9, 1945)
- De geestelijke verovering der wereld (1933)